# ماريا ميلينديز
ماريا ميلينديز (بالإنجليزية: María Meléndez)‏ هي طبيبة أسنان أمريكية، ولدت في 1950 في بايامون في الولايات المتحدة.